# Flughafen Roanoke

i8
i11
i13
Der Roanoke–Blacksburg Regional Airport (IATA-Code: ROA, ICAO-Code: KROA) ist ein öffentlicher Flughafen auf 358 m Seehöhe, 5 km nordwestlich von Roanoke, Virginia in den Vereinigten Staaten. Die Fläche des Flughafens beträgt 369 ha. Er hat zwei Asphaltpisten mit 2073 bzw. 1771 Metern Länge und jeweils 46 Metern Breite.

## Geschichte
Der ursprüngliche Standort lag 9,7 km nördlich der Stadtgrenze von Roanoke im Roanoke County. Der Standort wurde am 1. Juli 1929 gesichert, als die Stadt Roanoke den Pachtvertrag für das Land unterzeichnete, um den Roanoke Municipal Airport zu betreiben. Die ursprüngliche Anlage hatte einen einzigen 25 m × 30 m großen Hangar und zwei unbefestigte Start- und Landebahnen, und der erste Flugdienst wurde 1933 aufgenommen, als Ludington Airlines Roanoke auf ihrer Strecke von New York nach Nashville zwischenlandete. Im Jahr 1934 nahm American Airlines den Dienst nach Roanoke auf, verlegte jedoch 1937 aufgrund der schlechten Bedingungen in Roanoke ihren Betrieb nach Lynchburg. Nach American Airlines Rückzug entschied sich in Roanoke, dass ein neuer Flugplatz benötigt wurde. Er wurde ursprünglich privat betrieben, aber die Stadt Roanoke übernahm 1937 die Kontrolle über die Anlage. Nachdem der Flughafen zum nationalen Verteidigungsprojekt erklärt worden war, wurden Bundesmittel zur Verfügung gestellt, um die Anlage fertigzustellen, und am 15. Dezember 1941 wurde sie offiziell eingeweiht. Der Flughafen wurde zu Ehren von Clifton A. Woodrum, einem Kongressabgeordneten von Virginia, Woodrum Field benannt. Nach seiner Wiedereröffnung nahm American Airlines den Flugbetrieb zum Roanoke Municipal Airport wieder auf.
American Airlines verließ Roanoke 1962, Eastern Air Lines flog bis 1978 nach Roanoke, aber die ursprüngliche Piedmont Airlines war die wichtigste Fluggesellschaft für Roanoke. Der Piedmont-Dienst begann am 16. April 1948 Von Roanoke flog Piedmont nonstop zu vielen Flughäfen, darunter: Atlanta, Charlotte, Chicago–O’Hare, Greensboro, Louisville, Nashville, Newark, Pittsburgh, Richmond und Washington–Reagan. Piedmont bediente Roanoke weiterhin durch ihre Fusion mit USAir, und die letzten Piedmont-Flüge von Roanoke fanden am 4. August 1989 statt. Während Piedmonts Dominanz begannen und beendeten mehrere regionale Fluggesellschaften den Dienst nach Roanoke. Zwischen dem 29. Oktober 1978 und Februar 1979 flog Allegheny Airlines nonstop nach Pittsburgh. Aeromech Airlines flog in den frühen 1980er Jahren kurzzeitig Ziele in West Virginia an und Air Virginia bediente von den 1970er bis Mitte der 1980er Jahre.
Die Stadt änderte 1983 den Namen „Roanoke Municipal Airport/Woodrum Field“ zu „Roanoke Regional Airport/Woodrum Field“. Sie übertrug den Flughafen 1987 an eine neu gegründete Roanoke Regional Airport Commission, die 1989 ein neues Terminal baute.
Seit der Fusion von Piedmont und USAir hat Roanoke verschiedene Fluggesellschaften gesehen. American Eagle beendete den Dienst an ihrem Drehkreuz Raleigh-Durham im Dezember 1994. Im Januar 1996 bis November 1997 flog Continental Express zu ihrem Drehkreuz Newark. Andere Fluggesellschaften in Roanoke haben die Zahl der von Roanoke aus bedienten Ziele seit den frühen 1990er Jahren verringert. US Airways Express hat seit 1990 den Nonstop-Service nach Baltimore, Charlottesville, Dayton, Pittsburgh und Washington-Reagan eingestellt, Northwest Airlink stellte den Service nach Newark im Dezember 1992 ein, und Delta den Service nach Cincinnati mit Chautauqua Airlines im September 2008. Der Flughafen fügte Orlando im Mai 2006 und Tampa im Dezember 2006 mit Allegiant Air einen Nonstop-Service hinzu, der bis heute geflogen wird.
Im Jahr 2013 beschloss die Roanoke Regional Airport Commission, den Flughafen umzubenennen, und ab 2014 wurde der Name um Blacksburg erweitert.
Im April 2022 erweiterte Allegiant Air das Angebot um einen Flug zum Nashville International Airport.

## Flugbetrieb
Im Jahre 2021 wurden 242.814 Passagiere befördert. Im Jahre 2021 haben 42.499 Flugbewegungen stattgefunden, davon 11.574 lokale Bewegungen, 15.269 Zwischenlandungen, 10.194 Air-Taxi-Flüge, und 1.516 militärische Flüge und 3.946 Frachtflüge. 73 einmotorige und 19 zweimotorige Flugzeuge, 8 Jetflugzeuge und 1 Helikopter waren 2021 hier stationiert.
Die wichtigsten Fluggesellschaften für den Flughafen sind heute Allegiant Air, Delta Air Lines, United Airlines und American Airlines.